# Без предела (фильм, 1988)
«Без предела» (англ. Off Limits), (другой вариант «Сайгон») — кинофильм 1988 года о войне во Вьетнаме.

## Сюжет
МкГрифф и Албэби — офицеры полицейского подразделения армии США. Им поручают расследовать дело о серийных убийствах вьетнамских проституток, которые имеют частые контакты с американскими военными. Главным подозреваемым становится офицер армии США, что делает расследование ещё более трудным.

## В ролях
- Уиллем Дефо — Бак МакГриф
- Грегори Хайнс — Олбэби Перкинс
- Фред Уорд — Дикс
- Аманда Пейс — Николь
- Кей Тонг Лим —  Лайм Грин
- Скотт Гленн — полковник Декстер Армстронг
- Дэвид Алан Грир — Роджерс
- Кит Дэвид — Морис
- Рэймонд О'Коннор — Элджин Флауэрс
- Ричард Брукс — проповедник
- Туи Ан Луу — Лан
- Ричард Ли Рид — полковник Спаркс
- Вуди Браун — второй пилот
- Кен Сиу — пахарь
- Viladda Vanadurongwan — Сестра Агнес